# 大井村 (岡山県小田郡)
大井村（おおいそん）は、岡山県小田郡にあった村。現在の笠岡市の一部にあたる。

## 地理
吉田川の上流域に位置していた。
- 山岳：竜王山[3]

## 歴史
- 1889年（明治22年）6月1日、町村制の施行により、小田郡東大戸村、西大戸村、小平井村が合併して村制施行し、大井村が発足[1][2]。旧村名を継承した東大戸、西大戸、小平井の3大字を編成[2]。
- 1953年（昭和28年）10月1日、笠岡市に編入され廃止[1][2]。編入後、笠岡市大字東大戸・西大戸・小平井となる[2]。

### 地名の由来
合併各村名の一文字を組み合わせたもの。

## 産業
- 農業[3]